# Mul Chic

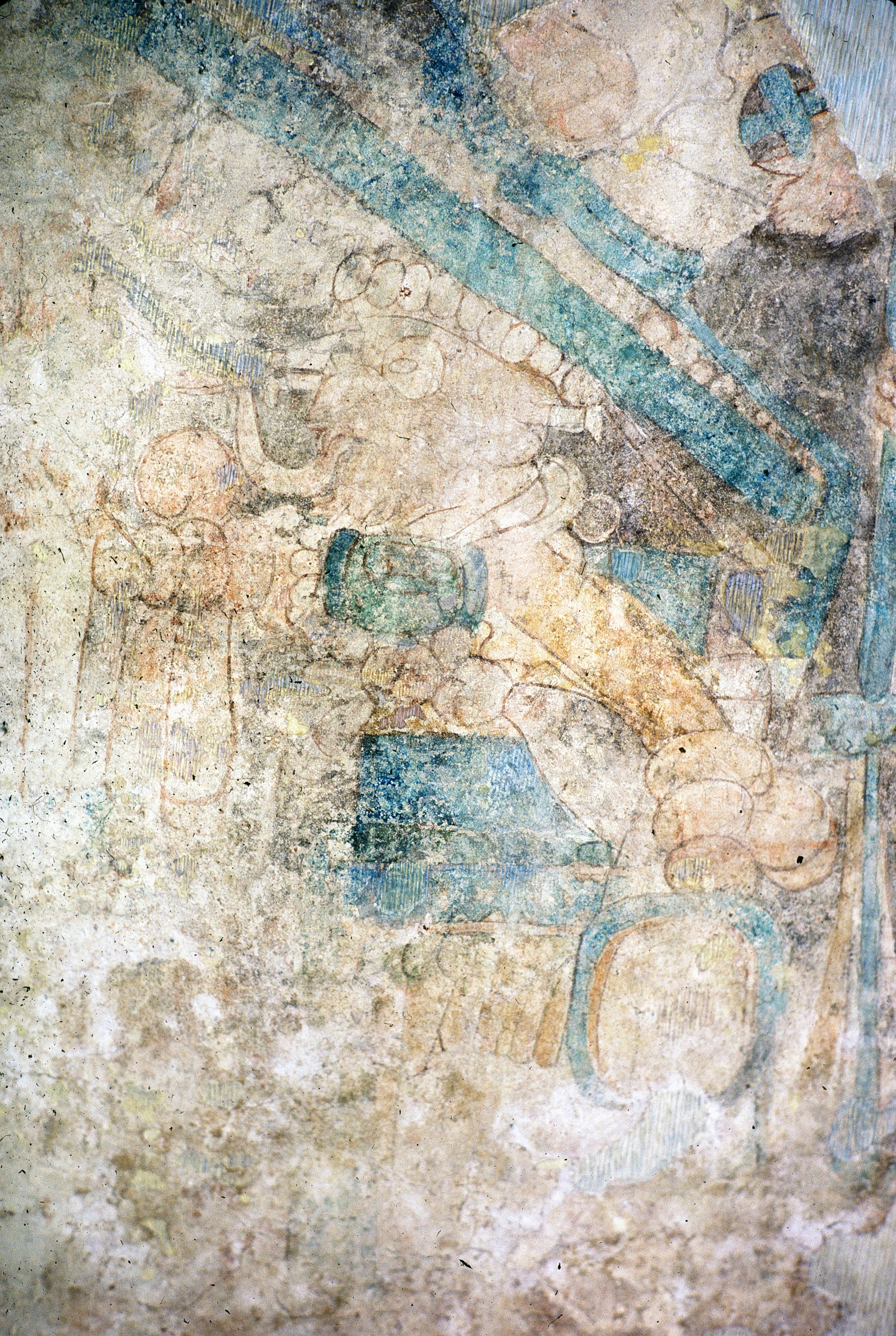
Ausschnitt aus Wandgemälde im Museum Mérida

Mul Chic ist ein kleiner archäologischer Fundort im mexikanischen Bundesstaat Yucatán in der Nähe von Sta. Elena, 12 km ostsüdöstlich von Uxmal, dessen zentrales Gebäude um 1960 von dem mexikanischen Archäologen Román Piña Chan  freigelegt wurde. Der Fundort ist derzeit nicht öffentlich zugänglich.
Wichtigstes Gebäude von Mul Chic ist ein dem Frühen Puuc-Stil (ab 670 n. Chr.) zuzuordnendes Gebäude mit nur einem Raum, das sehr gut erhalten ist, weil es in der Zeit des klassischen Puuc-Stils von seiner Rückseite her mit einer Pyramide überbaut wurde. Auch der Dachkamm aus grobem Steinmauerwerk mit Stuckverkleidung ist vollkommen erhalten. Im Inneren des Gebäudes wurden Wandmalereien entdeckt, die hauptsächlich kriegerische Szenen zeigen. Sie sind an Ort und Stelle belassen worden und deshalb kaum mehr zu erkennen. In Museen sind Kopien zu sehen.